# Route nationale 179
Pour les articles homonymes, voir Route 179.
La route nationale 179, ou RN 179, est une route nationale française reliant avant les déclassements de 1972 Honfleur à Gacé. Elle a été déclassée en RD 579 dans le Calvados et en RD 979 dans l'Orne.
Le nom de RN 179 a ensuite été attribué à une bretelle qui relie la sortie 3 de l'A40 à la RN 79 sur la commune de Replonges. Elle a été déclassée en RD 1179 en 2006.

## Ancien tracé d'Honfleur à Gacé

### D'Honfleur à Lisieux
Les communes traversées sont :
- Honfleur D 579 (km 0)
- Équemauville (km 3)
- Porte-Rouge, commune de Saint-Gatien-des-Bois (km 9)
- Pont-l'Évêque (km 16)
- Manneville-la-Pipard (km 20)
- Fierville-les-Parcs (km 23)
- Le Maupas, commune d'Ouilly-le-Vicomte (km 29)
- Lisieux D 579 (km 34)

### De Lisieux à Gacé
Les communes traversées sont :
- Lisieux D 579 (km 34)
- Saint-Martin-de-la-Lieue (km 38)
- Livarot (km 52)
- Sainte-Foy-de-Montgommery D 579 (km 58)
- Vimoutiers D 979 (km 62)
- La Croix-Rouge, commune de Ticheville (km 67)
- Les Burets, commune d'Aubry-le-Panthou (km 73)
- Gacé D 979 (km 80)